# Israel-Premier Tech/Saison 2025
Dieser Artikel beschreibt die Mannschaft und die Siege des Radsportteams Israel-Premier Tech in der Saison 2025.

## Mannschaft
| Teamkader 2025          | Teamkader 2025     | Teamkader 2025         | Teamkader 2025                                  |
| Name                    | Geburtsdatum       | Land                   | Vorheriges Team                                 |
| ----------------------- | ------------------ | ---------------------- | ----------------------------------------------- |
| Pascal Ackermann        | 17. Januar 1994    | Deutschland            | UAE Team Emirates (2023)                        |
| George Bennett          | 7. April 1990      | Neuseeland             | UAE Team Emirates (2023)                        |
| Joseph Blackmore        | 23. Februar 2003   | Vereinigtes Königreich | Israel Premier Tech Academy (2024)              |
| Guillaume Boivin        | 25. Mai 1989       | Kanada                 | Optum-Kelly Benefit Strategies (2015)           |
| Simon Clarke            | 18. Juli 1986      | Australien             | Qhubeka NextHash (2021)                         |
| Pier-André Côté         | 24. April 1997     | Kanada                 | Israel Premier Tech Academy (2024)              |
| Itamar Einhorn          | 20. September 1997 | Israel                 | Côtes d'Armor-Marie Morin-Véranda Rideau (2019) |
| Marco Frigo             | 2. März 2000       | Italien                | Israel Cycling Academy (2022)                   |
| Chris Froome            | 20. Mai 1985       | Vereinigtes Königreich | Ineos Grenadiers (2020)                         |
| Jakob Fuglsang          | 22. März 1985      | Dänemark               | Astana-Premier Tech (2021)                      |
| Derek Gee               | 3. August 1997     | Kanada                 | Israel Cycling Academy (2022)                   |
| Jan Hirt                | 21. Januar 1991    | Tschechien             | Soudal Quick-Step (2024)                        |
| Hugo Hofstetter         | 13. Februar 1994   | Frankreich             | Arkéa-Samsic (2023)                             |
| Hugo Houle              | 27. September 1990 | Kanada                 | Astana-Premier Tech (2021)                      |
| Oded Kogut              | 14. Februar 2001   | Israel                 | Israel Premier Tech Academy (2023)              |
| Matis Louvel            | 19. Juli 1999      | Frankreich             | Arkéa-B&B Hotels (2024)                         |
| Alexei Luzenko          | 7. September 1992  | Kasachstan             | Astana Qazaqstan Team (2024)                    |
| Krists Neilands         | 18. August 1994    | Lettland               | Axeon-Hagens Berman (2016)                      |
| Riley Pickrell          | 16. August 2001    | Kanada                 | Israel Premier Tech Academy (2023)              |
| Nadav Raisberg          | 29. März 2001      | Israel                 | Israel Premier Tech Academy (2023)              |
| Matthew Riccitello      | 5. März 2002       | Vereinigte Staaten     | Hagens Berman Axeon (2022)                      |
| Nick Schultz            | 13. September 1994 | Australien             | BikeExchange-Jayco (2022)                       |
| Michael Schwarzmann     | 7. Januar 1991     | Deutschland            | Lotto Dstny (2023)                              |
| Riley Sheehan           | 16. Juni 2000      | Vereinigte Staaten     | Denver Disruptors (2023)                        |
| Jake Stewart            | 2. Oktober 1999    | Vereinigtes Königreich | Groupama-FDJ (2023)                             |
| Corbin Strong           | 30. April 2000     | Neuseeland             | SEG Racing Academy (2021)                       |
| Tom Van Asbroeck        | 19. April 1990     | Belgien                | EF Education First-Drapac (2018)                |
| Ethan Vernon            | 26. August 2000    | Vereinigtes Königreich | Soudal Quick-Step (2023)                        |
| Stephen Williams        | 9. Juni 1996       | Vereinigtes Königreich | Bahrain Victorious (2022)                       |
| Michael Woods           | 12. Oktober 1986   | Kanada                 | EF Pro Cycling (2020)                           |
|                         |                    |                        |                                                 |
| Quelle: ProCyclingStats |                    |                        |                                                 |

## Siege
| Siege | Siege  | Siege | Siege  | Siege  | Siege |
| Datum | Rennen | Staat | Klasse | Sieger |       |
| ----- | ------ | ----- | ------ | ------ | ----- |

## UCI-Weltranglisten-Platzierungen
| UCI-Ranking | UCI-Ranking | UCI-Ranking | UCI-Ranking |
| Fahrer      | Fahrer      | Land        | Punkte      |
| ----------- | ----------- | ----------- | ----------- |